# Giéville
Giéville és un municipi francès situat al departament de la Manche i a la regió de Normandia. L'any 2007 tenia 646 habitants.

## Demografia

### Població
El 2007 la població de fet de Giéville era de 646 persones. Hi havia 251 famílies de les quals 44 eren unipersonals (24 homes vivint sols i 20 dones vivint soles), 91 parelles sense fills, 100 parelles amb fills i 16 famílies monoparentals amb fills.
La població ha evolucionat segons el següent gràfic:
Habitants censats

### Habitatges
El 2007 hi havia 267 habitatges, 248 eren l'habitatge principal de la família, 15 eren segones residències i 4 estaven desocupats. Tots els 267 habitatges eren cases. Dels 248 habitatges principals, 201 estaven ocupats pels seus propietaris, 43 estaven llogats i ocupats pels llogaters i 4 estaven cedits a títol gratuït; 1 tenia una cambra, 6 en tenien dues, 26 en tenien tres, 57 en tenien quatre i 158 en tenien cinc o més. 221 habitatges disposaven pel capbaix d'una plaça de pàrquing. A 76 habitatges hi havia un automòbil i a 155 n'hi havia dos o més.

### Piràmide de població
La piràmide de població per edats i sexe el 2009 era:
| Homes | Edats   | Dones |
| ----- | ------- | ----- |
| 0     | 95 o +  | 4     |
| 0     | 90 a 94 | 0     |
| 0     | 85 a 89 | 0     |
| 0     | 80 a 84 | 4     |
| 4     | 75 a 79 | 8     |
| 4     | 70 a 74 | 8     |
| 16    | 65 a 69 | 8     |
| 24    | 60 a 64 | 20    |
| 8     | 55 a 59 | 12    |
| 16    | 50 a 54 | 12    |
| 44    | 45 a 49 | 20    |
| 24    | 40 a 44 | 36    |
| 20    | 35 a 39 | 24    |
| 36    | 30 a 34 | 12    |
| 16    | 25 a 29 | 24    |
| 12    | 20 a 24 | 0     |
| 20    | 15 a 19 | 20    |
| 16    | 10 a 14 | 36    |
| 20    | 5 a 9   | 20    |
| 8     | 0 a 4   | 24    |

## Economia
El 2007 la població en edat de treballar era de 440 persones, 329 eren actives i 111 eren inactives. De les 329 persones actives 313 estaven ocupades (163 homes i 150 dones) i 16 estaven aturades (6 homes i 10 dones). De les 111 persones inactives 43 estaven jubilades, 38 estaven estudiant i 30 estaven classificades com a «altres inactius».

### Ingressos
El 2009 a Giéville hi havia 255 unitats fiscals que integraven 680 persones, la mediana anual d'ingressos fiscals per persona era de 17.897 €.

### Activitats econòmiques
Dels 18 establiments que hi havia el 2007, 1 era d'una empresa de fabricació d'altres productes industrials, 4 d'empreses de construcció, 2 d'empreses de comerç i reparació d'automòbils, 2 d'empreses de transport, 3 d'empreses d'hostatgeria i restauració, 1 d'una empresa financera, 1 d'una empresa immobiliària, 1 d'una entitat de l'administració pública i 3 d'empreses classificades com a «altres activitats de serveis».
Dels 5 establiments de servei als particulars que hi havia el 2009, 3 eren guixaires pintors, 1 electricista i 1 restaurant.
L'any 2000 a Giéville hi havia 40 explotacions agrícoles que ocupaven un total de 684 hectàrees.

## Equipaments sanitaris i escolars
El 2009 hi havia una escola elemental integrada dins d'un grup escolar amb les comunes properes formant una escola dispersa.

## Poblacions més properes
El següent diagrama mostra les poblacions més properes.